# Administration territoriale du Saguenay–Lac-Saint-Jean
Le palier supra-local de l'administration territoriale au Saguenay–Lac-Saint-Jean regroupe 4 municipalités régionales de comté et un territoire équivalent.
Le palier local est constitué de 49 municipalités locales, 10 territoires non organisés et d'une réserve indienne pour un total de 60 municipalités.

## Palier supra-local
| Nom                  | Chef-lieu          | Population 2021 | Superficie terrestre km2 | Densité (hab./km2) |
| -------------------- | ------------------ | --------------- | ------------------------ | ------------------ |
| Lac-Saint-Jean-Est   | Alma               | 52 475          | 2 917,1                  | 17,99              |
| Le Domaine-du-Roy    | Roberval           | 31 095          | 18 713,7                 | 1,66               |
| Le Fjord-du-Saguenay | Saint-Honoré       | 23 110          | 38 934,18                | 0,59               |
| Maria-Chapdelaine    | Dolbeau-Mistassini | 24 149          | 38 056,7                 | 0,63               |
| Saguenay*            |                    | 144 723         | 1 136                    | 127,4              |
| Région               | Région             | 275 552         | 95 893                   | 2,87               |

## Palier local

### Municipalités locales
| Nom                           | Désignation  | Superficie km2 | Population 2021 | MRC                  | Code    |
| ----------------------------- | ------------ | -------------- | --------------- | -------------------- | ------- |
| Albanel                       | Municipalité | 195,69         | 2 181           | Maria-Chapdelaine    | 2492030 |
| Alma                          | Ville        | 202,1          | 30 331          | Lac-Saint-Jean-Est   | 2493042 |
| Bégin                         | Municipalité | 191,81         | 851             | Le Fjord-du-Saguenay | 2494250 |
| Chambord                      | Municipalité | 170,90         | 1 748           | Le Domaine-du-Roy    | 2491020 |
| Desbiens                      | Ville        | 10,35          | 995             | Lac-Saint-Jean-Est   | 2493005 |
| Dolbeau-Mistassini            | Ville        | 296,57         | 14 384          | Maria-Chapdelaine    | 2492022 |
| Ferland-et-Boilleau           | Municipalité | 418,85         | 632             | Le Fjord-du-Saguenay | 2494220 |
| Girardville                   | Municipalité | 125,8          | 1 018           | Maria-Chapdelaine    | 2492055 |
| Hébertville                   | Municipalité | 263,88         | 2 500           | Lac-Saint-Jean-Est   | 2493020 |
| Hébertville-Station           | Village      | 33,28          | 1 229           | Lac-Saint-Jean-Est   | 2493025 |
| L'Anse-Saint-Jean             | Municipalité | 527,06         | 1 301           | Le Fjord-du-Saguenay | 2494210 |
| L'Ascension-de-Notre-Seigneur | Paroisse     | 131,83         | 2 079           | Lac-Saint-Jean-Est   | 2493065 |
| La Doré                       | Paroisse     | 280,83         | 1 359           | Le Domaine-du-Roy    | 2491050 |
| Labrecque                     | Municipalité | 147,37         | 1 328           | Lac-Saint-Jean-Est   | 2493055 |
| Lac-Bouchette                 | Municipalité | 919,99         | 1 183           | Le Domaine-du-Roy    | 2491005 |
| Lamarche                      | Municipalité | 94,79          | 476             | Lac-Saint-Jean-Est   | 2493060 |
| Larouche                      | Municipalité | 88             | 1 601           | Le Fjord-du-Saguenay | 2494265 |
| Métabetchouan–Lac-à-la-Croix  | Ville        | 185,86         | 4 121           | Lac-Saint-Jean-Est   | 2493012 |
| Normandin                     | Ville        | 211,96         | 2 991           | Maria-Chapdelaine    | 2492040 |
| Notre-Dame-de-Lorette         | Municipalité | 225,32         | 159             | Maria-Chapdelaine    | 2492060 |
| Péribonka                     | Municipalité | 113,46         | 489             | Maria-Chapdelaine    | 2492010 |
| Petit-Saguenay                | Municipalité | 328,72         | 600             | Le Fjord-du-Saguenay | 2494205 |
| Rivière-Éternité              | Municipalité | 496,88         | 414             | Le Fjord-du-Saguenay | 2494215 |
| Roberval                      | Ville        | 168,27         | 9 840           | Le Domaine-du-Roy    | 2491025 |
| Saguenay                      | Ville        | 1 166          | 144 723         | *                    | 2494068 |
| Saint-Ambroise                | Municipalité | 148,61         | 3 883           | Le Fjord-du-Saguenay | 2494255 |
| Saint-André-du-Lac-Saint-Jean | Village      | 157,75         | 453             | Le Domaine-du-Roy    | 2491010 |
| Saint-Augustin                | Paroisse     | 103,96         | 425             | Maria-Chapdelaine    | 2492005 |
| Saint-Bruno                   | Municipalité | 77,88          | 2 902           | Lac-Saint-Jean-Est   | 2493030 |
| Saint-Charles-de-Bourget      | Municipalité | 62,31          | 784             | Le Fjord-du-Saguenay | 2494260 |
| Saint-David-de-Falardeau      | Municipalité | 379,23         | 2 996           | Le Fjord-du-Saguenay | 2494245 |
| Saint-Edmond-les-Plaines      | Municipalité | 87,15          | 355             | Maria-Chapdelaine    | 2492050 |
| Saint-Eugène-d'Argentenay     | Municipalité | 83,37          | 487             | Maria-Chapdelaine    | 2492065 |
| Saint-Félicien                | Ville        | 359,69         | 10 089          | Le Domaine-du-Roy    | 2491042 |
| Saint-Félix-d'Otis            | Municipalité | 235,94         | 1 109           | Le Fjord-du-Saguenay | 2494225 |
| Saint-François-de-Sales       | Municipalité | 200,56         | 643             | Le Domaine-du-Roy    | 2491015 |
| Saint-Fulgence                | Municipalité | 354,68         | 2 061           | Le Fjord-du-Saguenay | 2494235 |
| Saint-Gédéon                  | Municipalité | 64,17          | 2 177           | Lac-Saint-Jean-Est   | 2493035 |
| Saint-Henri-de-Taillon        | Municipalité | 62,95          | 803             | Lac-Saint-Jean-Est   | 2493070 |
| Saint-Honoré                  | Ville        | 189,82         | 6 376           | Le Fjord-du-Saguenay | 2494240 |
| Saint-Ludger-de-Milot         | Municipalité | 106,81         | 637             | Lac-Saint-Jean-Est   | 2493080 |
| Saint-Nazaire                 | Municipalité | 147,78         | 2 029           | Lac-Saint-Jean-Est   | 2493045 |
| Saint-Prime                   | Municipalité | 147,43         | 2 760           | Le Domaine-du-Roy    | 2491035 |
| Saint-Stanislas               | Municipalité | 159,45         | 376             | Maria-Chapdelaine    | 2492070 |
| Saint-Thomas-Didyme           | Municipalité | 325,36         | 703             | Maria-Chapdelaine    | 2492045 |
| Sainte-Hedwidge               | Municipalité | 469,07         | 870             | Le Domaine-du-Roy    | 2491030 |
| Sainte-Jeanne-d'Arc           | Village      | 270,88         | 1 101           | Maria-Chapdelaine    | 2492015 |
| Sainte-Monique                | Municipalité | 155,15         | 858             | Lac-Saint-Jean-Est   | 2493075 |
| Sainte-Rose-du-Nord           | Paroisse     | 119,03         | 434             | Le Fjord-du-Saguenay | 2494230 |
| Total                         |              | 95 893         | 275 552         |                      |         |

### Territoires non organisés
| Nom                | Superficie km2 | Population 2021 | MRC                  | Code géographique |
| ------------------ | -------------- | --------------- | -------------------- | ----------------- |
| Belle-Rivière      | 646,6          | 10              | Lac-Saint-Jean-Est   | 93908             |
| Lac-Achouakan      | 240,9          | 0               | Lac-Saint-Jean-Est   | 93906             |
| Lac-Ashuapmushuan  | 14 999,68      | 41              | Le Domaine-du-Roy    | 91902             |
| Lac-Ministuk       | 1 495,4        | 58              | Le Fjord-du-Saguenay | 94928             |
| Lac-Moncouche      | 260,2          | 0               | Lac-Saint-Jean-Est   | 93904             |
| Lalemant           | 202,9          | 0               | Le Fjord-du-Saguenay | 94926             |
| Mont-Apica         | 12,63          | 0               | Lac-Saint-Jean-Est   | 93902             |
| Mont-Valin         | 38 032,3       | 20              | Le Fjord-du-Saguenay | 94930             |
| Passes-Dangereuses | 15 482,45      | 226             | Maria-Chapdelaine    | 92902             |
| Rivière-Mistassini | 18 753,8       | 27              | Maria-Chapdelaine    | 92904             |
| Total              | 90 636,2       | 316             |                      |                   |

### Réserve indienne
| Nom          | Superficie km2 | Population 2021 | MRC               | Code géographique |
| ------------ | -------------- | --------------- | ----------------- | ----------------- |
| Mashteuiatsh | 15,2           | 2 010           | Le Domaine-du-Roy | 91802             |